# Sulpicia la Mayor
Sulpicia la Mayor fue una poetisa romana de época augustea.

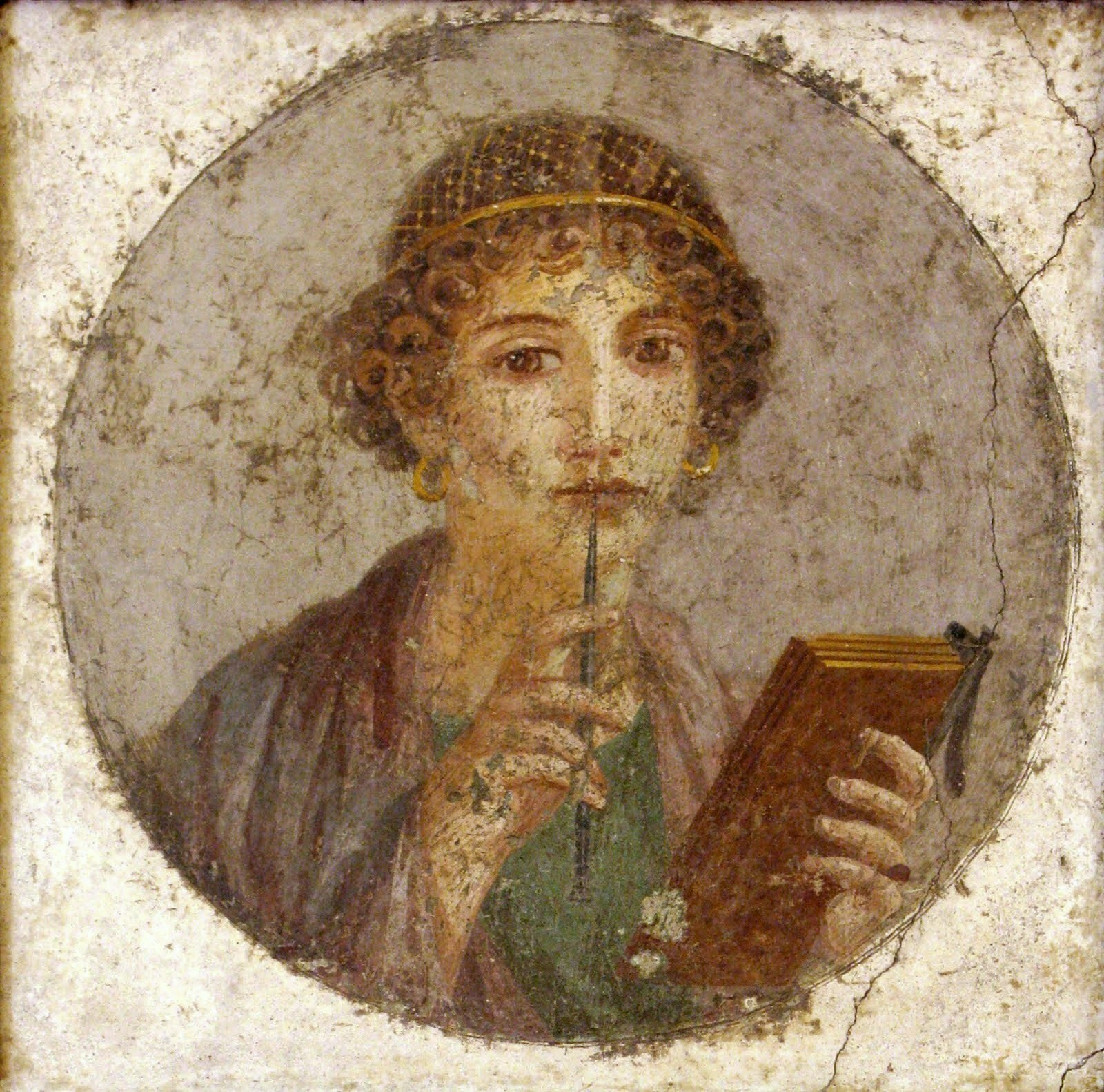
Pintura de una mujer romana

## Obra poética
Es la única poetisa romana de quien se han conservado textos hasta nuestros días. Hija de Servio Sulpicio Rufo y de Valeria, hermana de Marco Valerio Mesala Corvino. Huérfana de padre, su tío, Mesala, fue su tutor, lo que aparentemente le permitió cierta emancipación ligada a la holgura de su condición social sumado al hecho de que estaba en el epicentro de la creación literaria de su momento. 
El llamado Ciclo de Sulpicia se ha preservado en el libro III del corpus de poemas del poeta elegíaco Tibulo. Está compuesto de un grupo de poemas (13 al 18) a modo de epístolas literarias breves o epistulae amatoriae. El Corpus Tibullianum, contiene también otros cuatro poemas (8-12), de autor desconocido, que tienen a Sulpicia como tema y personaje principal. Luck cita la opinión de Lachmann de que el Corpus Tibullianum fue publicado a partir de los “archivos” de Mesala como una especie de memorias, “the bad and the mediocre together with the good”. Ceri Davies se refiere a este tercer libro como el de “minor littérateurs” que escribieron “unambitious poems”.
Sulpicia presenta otra característica interesante que ha hecho y sigue haciendo confundir las bases teóricas para el análisis de su obra, a saber: la aparición de su firma, Sulpicia, de su momento autobiográfico, y la de su amado, Cerinthus, al estilo de los elegíacos. Cerinthus es muy probablemente un seudónimo, al estilo de la época, como la Lesbia de Catulo o la Corinna de Ovidio. Se ha especulado con que Cerinthus pueda referirse al Cornuto del que habla Tibulo en dos de sus elegías, probablemente el aristócrata Cecilio Cornuto.
Durante mucho tiempo, los estudiosos académicos consideraron a Sulpicia como una autora aficionada, sin mayor relevancia excepto por razones de género. Más recientemente, en especial a partir de la década de 1970, su trabajo ha comenzado a ser considerado como genuina expresión literaria. Sin embargo, algunos eruditos objetan que las elegías atribuidas a Sulpicia fueran efectivamente obra de una mujer, sosteniendo en especial que los poemas son demasiado atrevidos para haber sido escritos por una dama romana.